# In Treatment
In Treatment è una serie televisiva statunitense prodotta dal 2008 al 2010, prodotta da Rodrigo García.
La serie è incentrata sullo psicoterapeuta Paul Weston, interpretato da Gabriel Byrne, e le sue settimanali sedute con i suoi pazienti. Si ispira liberamente alla serie israeliana BeTipul, creata dal regista Hagai Levi, che figura tra i produttori esecutivi della serie assieme all'attore Mark Wahlberg.
La serie è stata trasmessa in prima visione negli Stati Uniti da HBO dal 28 gennaio 2008 al 7 dicembre 2010. In Italia la serie ha debuttato il 21 settembre 2008 e le prime due stagioni sono state trasmesse da Cult. Il 30 marzo 2011 HBO ha annunciato la cancellazione della serie, ma ha lasciato aperta la possibilità che questa continui in un formato diverso da quello abituale.
Nel luglio 2020, è stato riportato che HBO stava lavorando al reboot della serie. Nell'ottobre 2020, HBO ha confermato il revival e la produzione è iniziata nella fine del 2020. La stagione, formata da 24 episodi, ha debuttato su HBO e HBO Max il 23 maggio 2021. Jennifer Schuur e Joshua Allen sono co-showrunner della quarta stagione.
È stata prodotta anche una versione italiana, dall'omonimo titolo, in onda su Sky Cinema Uno, con protagonista Sergio Castellitto  e proseguita per tre stagioni.

## Trama
La serie affronta la vita di Paul Weston, psicoterapeuta, attraverso le sedute di terapia con i suoi pazienti e con i suoi terapeuti.
Nella prima stagione Paul dovrà affrontare nella seduta del lunedì Laura, totalmente presa dal medico, ben oltre il rapporto esclusivamente professionale; al martedì il paziente è Alex, giovane pilota di caccia in crisi dopo aver sganciato una bomba su una scuola islamica in Iraq; al mercoledì Paul deve verificare la salute mentale della giovane atleta Sophie, in seguito a quello che sembra un tentativo di suicidio; al giovedì dovrà invece sostenere una serie di sedute di terapia di coppia con Amy e Jake. Al venerdì Paul diventa invece paziente, sottoponendosi a sedute con la sua vecchia amica e mentore Gina. Sullo sfondo delle sedute, Paul si ritrova ad affrontare una difficile situazione familiare, in particolare con la moglie, Kate.
Nella seconda stagione lo psicologo avrà invece in cura il lunedì Mia, sua ex paziente, per aiutarla con le sue insicurezze; al martedì è la volta di April, studentessa di architettura a cui è stato appena diagnosticato un linfoma; il mercoledì tocca a Oliver, il paziente più giovane di Paul: soli dodici anni e due genitori in procinto di divorziare; al giovedì il paziente è Walter, anziano amministratore delegato alla presa con problemi di insonnia. Al venerdì continuano le sedute di Paul con Gina, mentre il medico dovrà affrontare per tutta la stagione un'accusa di negligenza professionale fattagli dal padre di un suo ex paziente.
Nella terza stagione, Paul ha in cura al lunedì Sunil, appena trasferitosi a New York da Calcutta per volere del figlio: secondo la moglie di quest'ultimo, l'uomo avrebbe dei comportamenti inquietanti; al martedì la paziente è Frances, attrice e sorella di un'ex assistita di Paul, con problemi di memoria sul palcoscenico; il mercoledì invece è il momento di Jesse, giovane omosessuale con un difficile rapporto con i genitori adottivi. Al venerdì Paul torna ad essere paziente, ma con una nuova terapeuta, Adele. Lo psicologo dovrà inoltre curare il rapporto con il figlio Max.

## Episodi
La prima stagione ha visto la messa in onda di cinque episodi alla settimana, uno al giorno dal lunedì al venerdì; la seconda stagione ha mantenuto il numero di episodi settimanali, trasmettendone però tre al sabato e due alla domenica; la terza stagione è invece composta di soli quattro episodi alla settimana, trasmessi il lunedì e il martedì (due episodi al giorno). La quarta stagione è formata da quattro episodi alla settimana, trasmessi la domenica e il lunedì.
| Stagione         | Episodi | Prima TV originale | Prima TV Italia |
| ---------------- | ------- | ------------------ | --------------- |
| Prima stagione   | 43      | 2008               | 2008            |
| Seconda stagione | 35      | 2009               | 2009            |
| Terza stagione   | 28      | 2010               | 2012            |
| Quarta stagione  | 24      | 2021               | 2021            |

## Personaggi e interpreti

### Personaggi principali
- Paul Weston (stagioni 1-3), interpretato da Gabriel Byrne, doppiato da Rodolfo Bianchi.
È uno psicoterapeuta, sposato con Kate e padre di tre figli, Rosie, Ian e Max.
- Laura (stagione 1), interpretata da Melissa George, doppiata da Chiara Colizzi.
È un'anestesista innamorata di Paul, in terapia da lui ogni lunedì.
- Alex (stagione 1), interpretato da Blair Underwood, doppiato da Massimo Bitossi.
È un pilota della marina, traumatizzato dopo una tragedia avvenuta in Iraq. Ogni martedì è il paziente di Paul.
- Sophie (stagione 1), interpretata da Mia Wasikowska, doppiata da Veronica Puccio.
È una ginnasta adolescente che ha cercato di suicidarsi. È in terapia da Paul ogni mercoledì.
- Amy (stagione 1), interpretata da Embeth Davidtz, doppiata da Roberta Paladini.
È la moglie in una coppia in piena crisi coniugale, in terapia da Paul ogni giovedì.
- Jake (stagione 1), interpretato da Josh Charles, doppiato da Fabio Boccanera.
È il marito in una coppia in piena crisi coniugale, in terapia da Paul ogni giovedì.
- Gina Toll (stagioni 1-2), interpretata da Dianne Wiest, doppiata da Angiola Baggi.
È la terapeuta di Paul, nonché sua mentore. Lo psicoterapeuta va da lei ogni venerdì.
- Kate Weston (stagioni 1-2), interpretata da Michelle Forbes, doppiata da Roberta Pellini.
Moglie di Paul che in seguito partecipa alle sedute con Gina.
- Mia (stagione 2), interpretata da Hope Davis, doppiata da Alessandra Cassioli.
È un'avvocato, in cerca di una gravidanza, paziente di Paul ogni lunedì.
- April (stagione 2), interpretata da Alison Pill, doppiata da Emanuela Damasio.
È una studentessa di architettura, malata di cancro, in terapia da Paul ogni martedì.
- Oliver (stagione 2), interpretato da Aaron Shaw, doppiato da Gabriele Patriarca.
È un problematico bambino di dodici anni, a causa della separazione dei propri genitori. Insieme a questi ultimi è paziente di Paul ogni mercoledì.
- Bess (stagione 2), interpretata da Sherri Saum, doppiata da Barbara De Bortoli.
È la madre di Oliver, in procinto di divorziare dal marito; in terapia da Paul ogni mercoledì.
- Luke (stagione 2), interpretato da Russell Hornsby, doppiato da Roberto Draghetti.
È il padre di Oliver, in procinto di divorziare dalla moglie. Insieme al figlio e a Bess è paziente di Paul ogni mercoledì.
- Walter (stagione 2), interpretato da John Mahoney, doppiato da Luciano De Ambrosis.
È un ex manager licenziato per negligenza, paziente di Paul ogni giovedì.
- Sunil (stagione 3), interpretato da Irrfan Khan, doppiato da Mauro Gravina.
È un cinquantenne indiano emigrato negli Stati Uniti da Calcutta dopo la morte della moglie, dove vive con il figlio, la nuora e i due nipotini.
- Frances (stagione 3), interpretata da Debra Winger, doppiata da Laura Boccanera.
È un'attrice di successo con difficoltà nel ricordare le proprie battute, la cui sorella, malata di cancro, era già stata paziente di Paul in passato.
- Jesse (stagione 3), interpretato da Dane DeHaan, doppiato da Alessio Puccio.
È un adolescente omosessuale che vive con i genitori adottivi e che ha ricevuto una chiamata dalla madre naturale, intenzionata ad incontrarlo.
- Adele Brouse (stagione 3), interpretata da Amy Ryan, doppiata da Claudia Razzi.
È una psicoanalista consigliata a Paul da un amico neurologo per poter farsi prescrivere dei farmaci per il sonno. Adele gli fa notare alcuni aspetti problematici della sua vita, in particolare il suo rapporto con Gina Toll. Nonostante la riluttanza iniziale, Paul accetta di andare in terapia da Adele ogni venerdì.
- Dott.ssa Brooke Taylor (stagione 4), interpretata da Uzo Aduba, doppiata da Laura Romano.
Psicoterapeuta.
- Eladio Restrepo (stagione 4), interpretato da Anthony Ramos, doppiato da Emanuele Ruzza.
Paziente di Brooke che lavora come badante per una famiglia agiata.
- Colin (stagione 4), interpretato da John Benjamin Hickey, doppiato da Stefano Benassi.
Paziente di Brooke e truffatore recentemente rilasciato di prigione.
- Laila (stagione 4), interpretata da Quintessa Swindell, doppiata da Margherita De Risi.
Adolescente ribelle e paziente di Brooke.
- Rhonda (stagione 4), interpretata da Charlayne Woodard, doppiata da Alessandra Cassioli.
Nonna di Laila.
- Rita (stagione 4), interpretata da Liza Colón-Zayas, doppiata da Anna Cesareni.
Garante di Brooke degli AA.

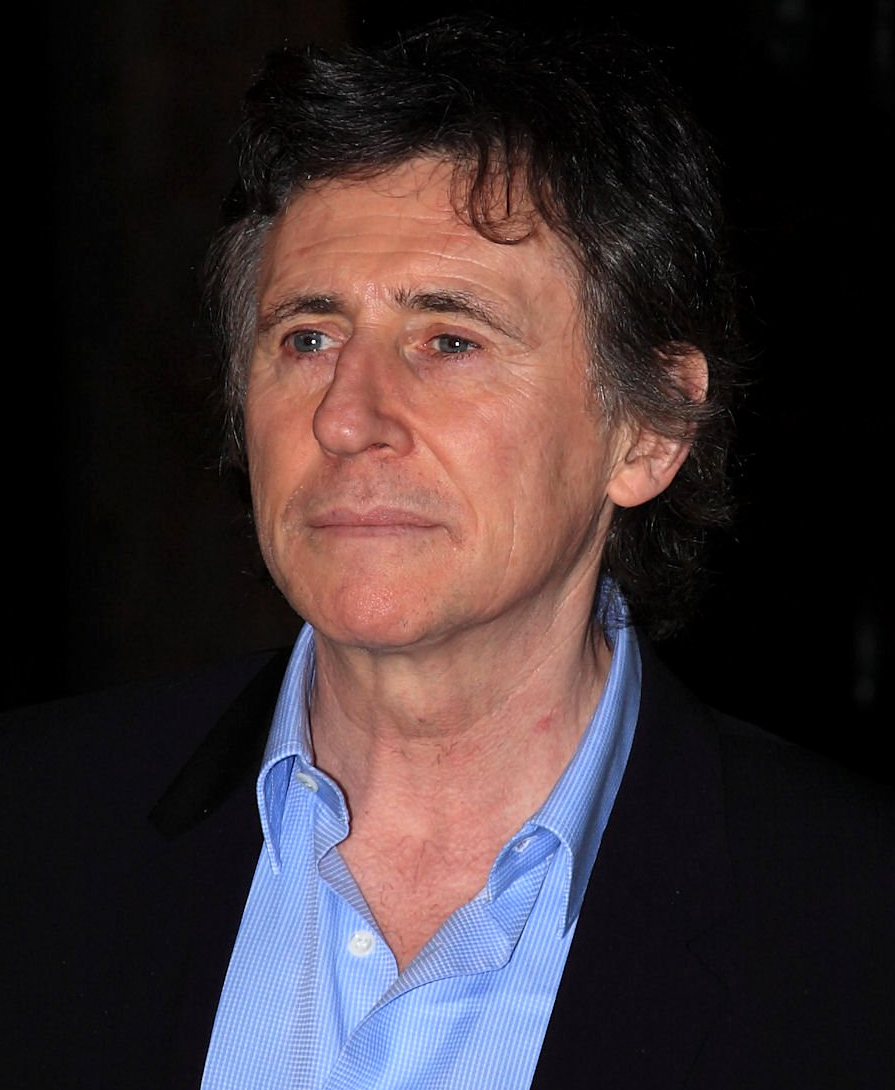
Gabriel Byrne
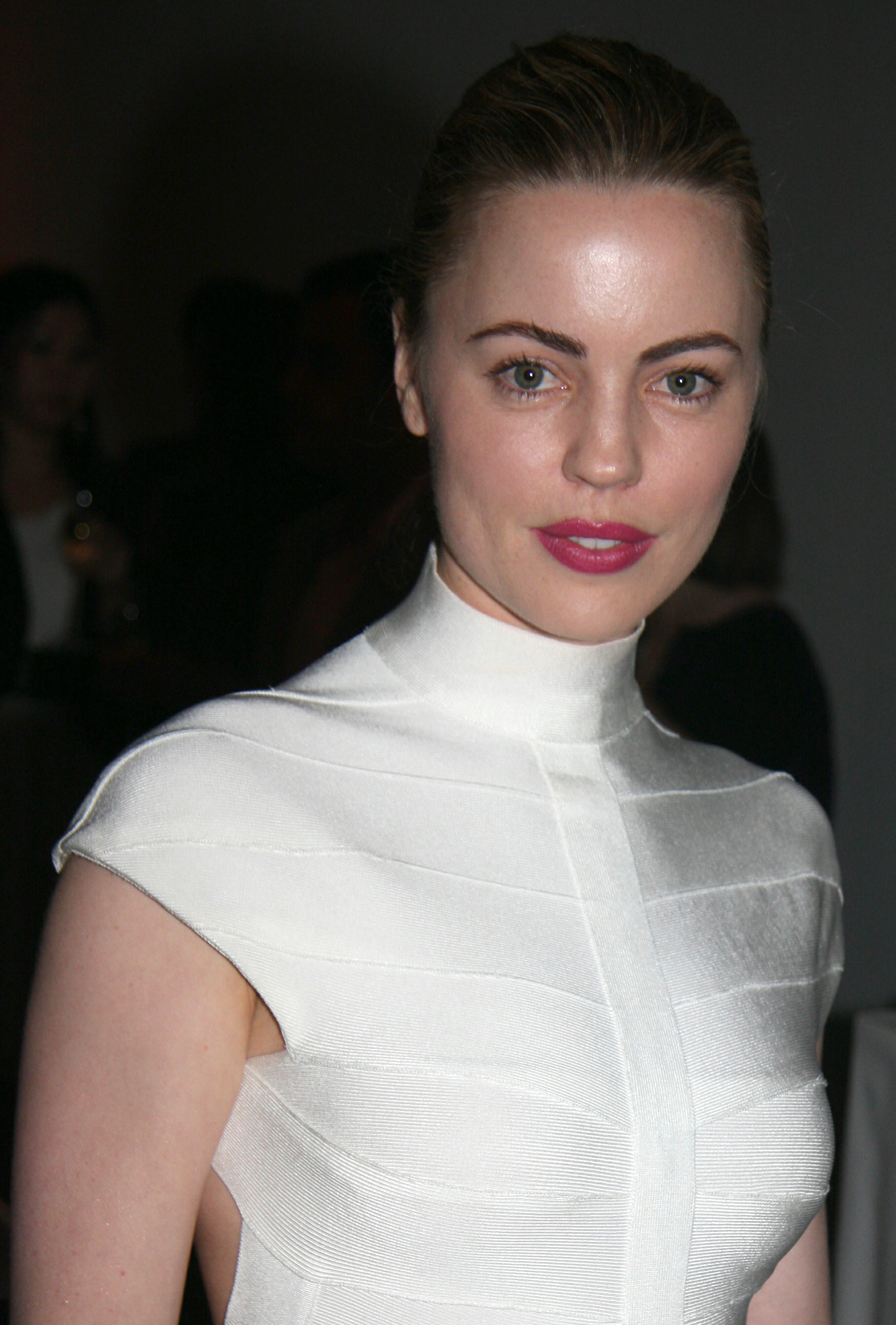
Melissa George
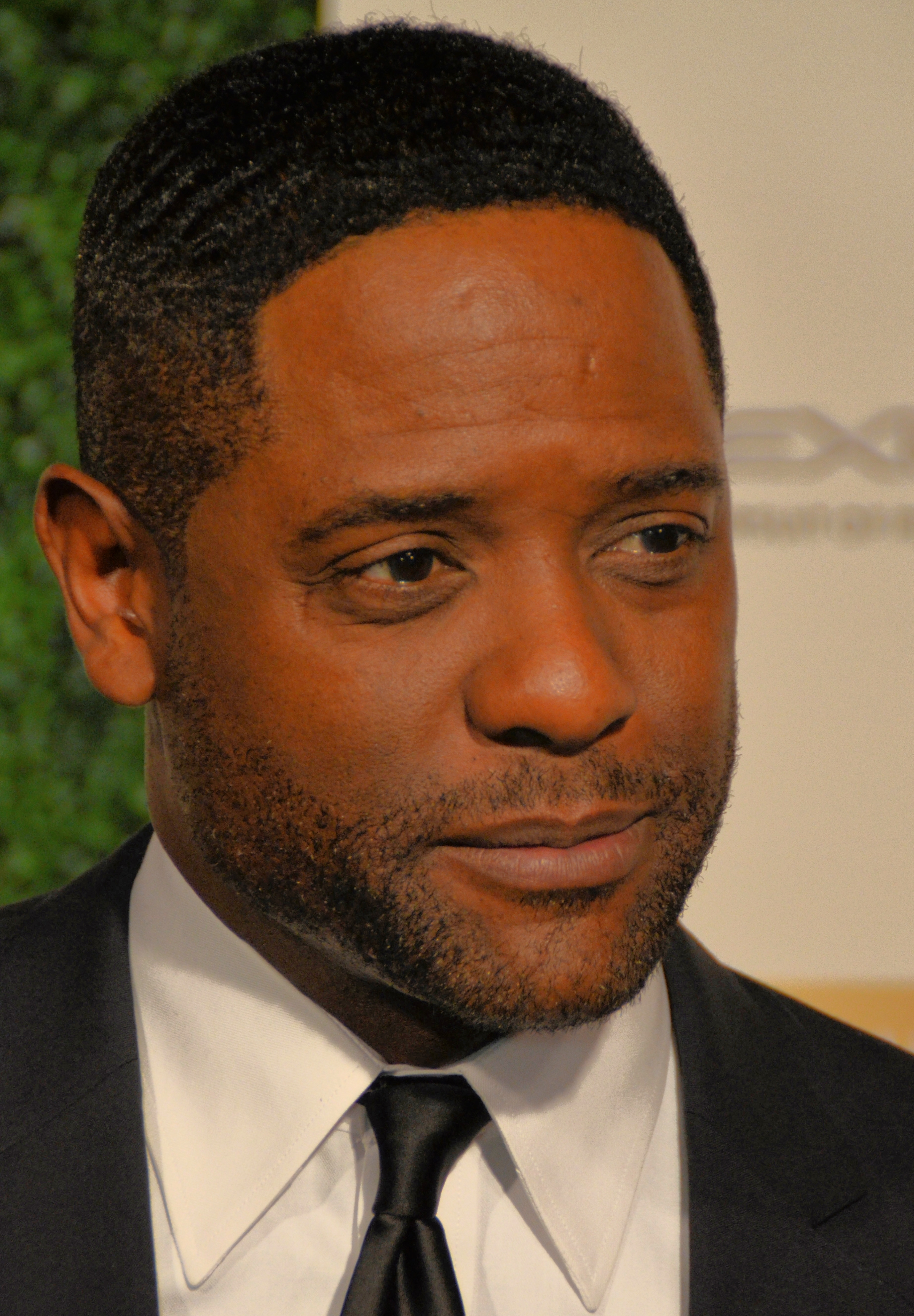
Blair Underwood
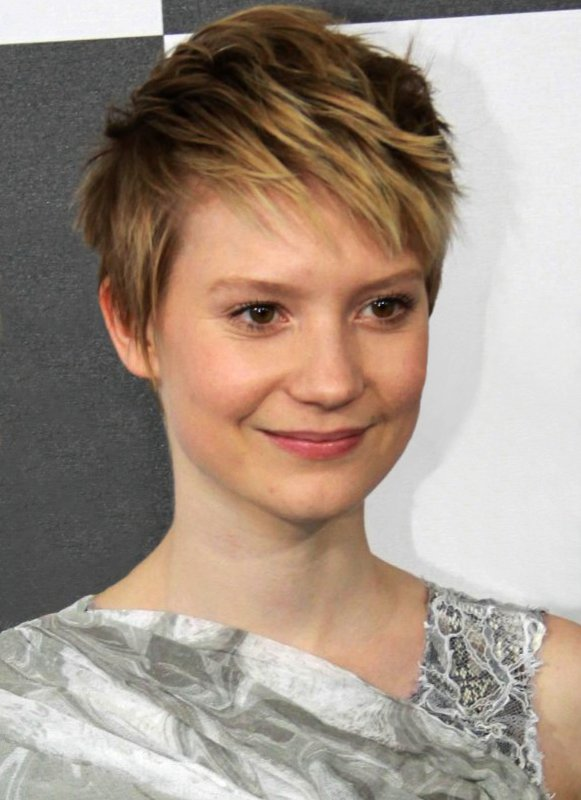
Mia Wasikowska
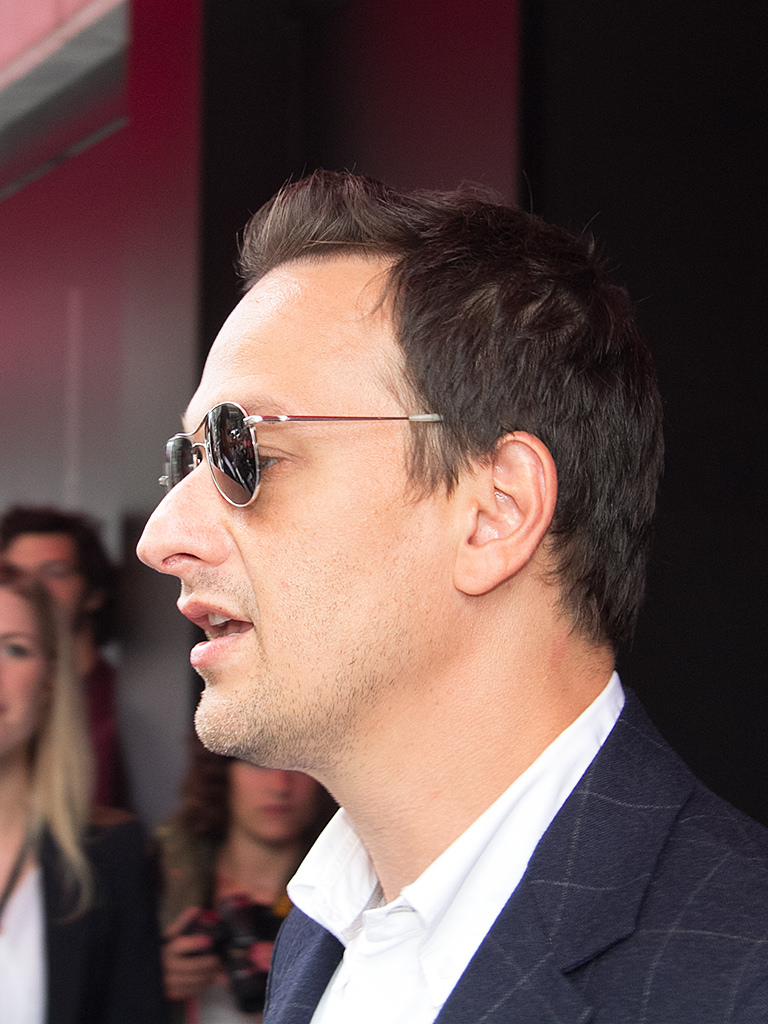
Josh Charles
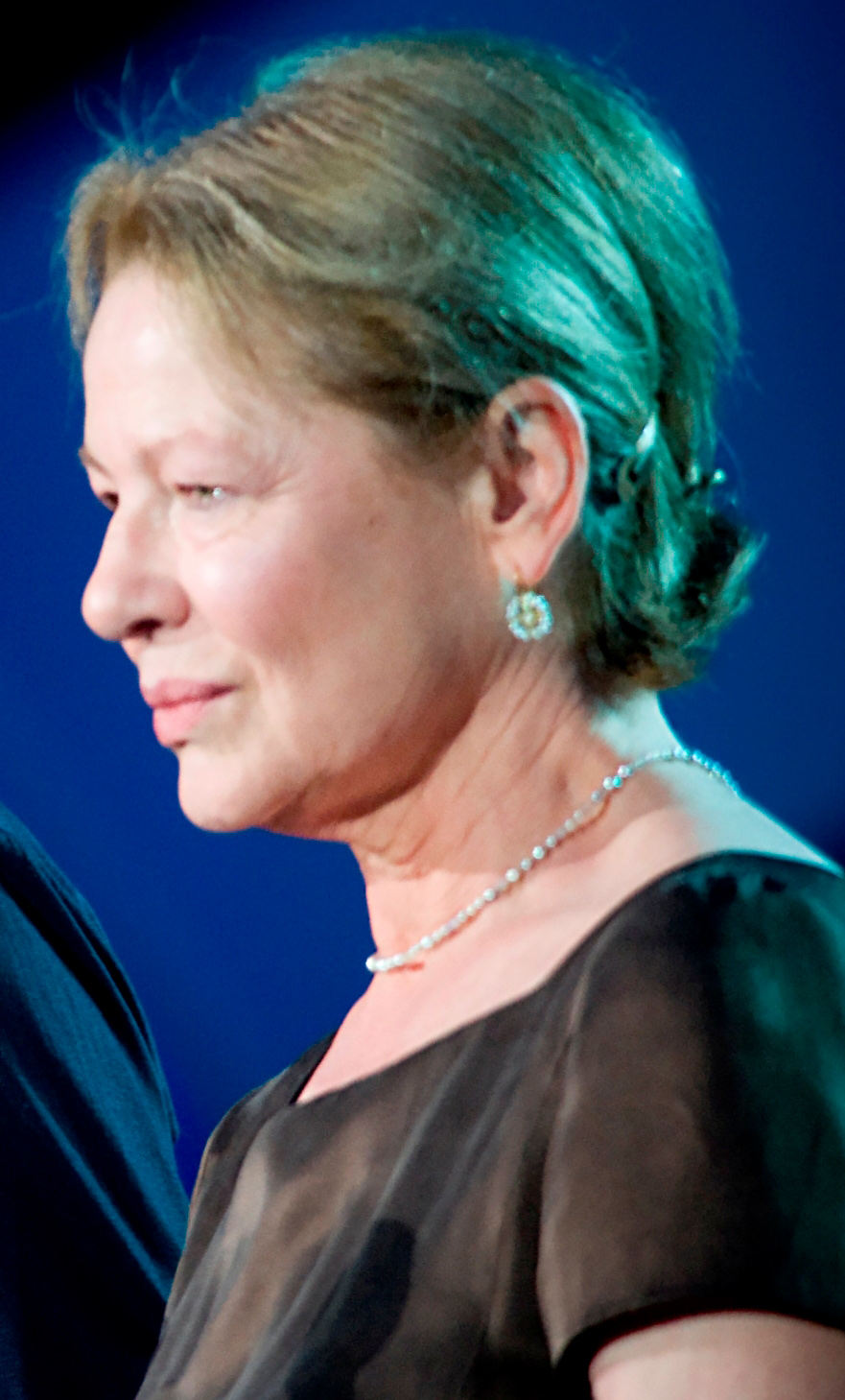
Dianne Wiest
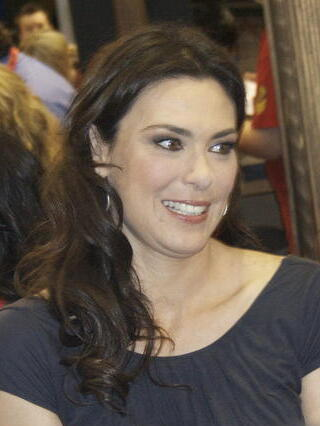
Michelle Forbes
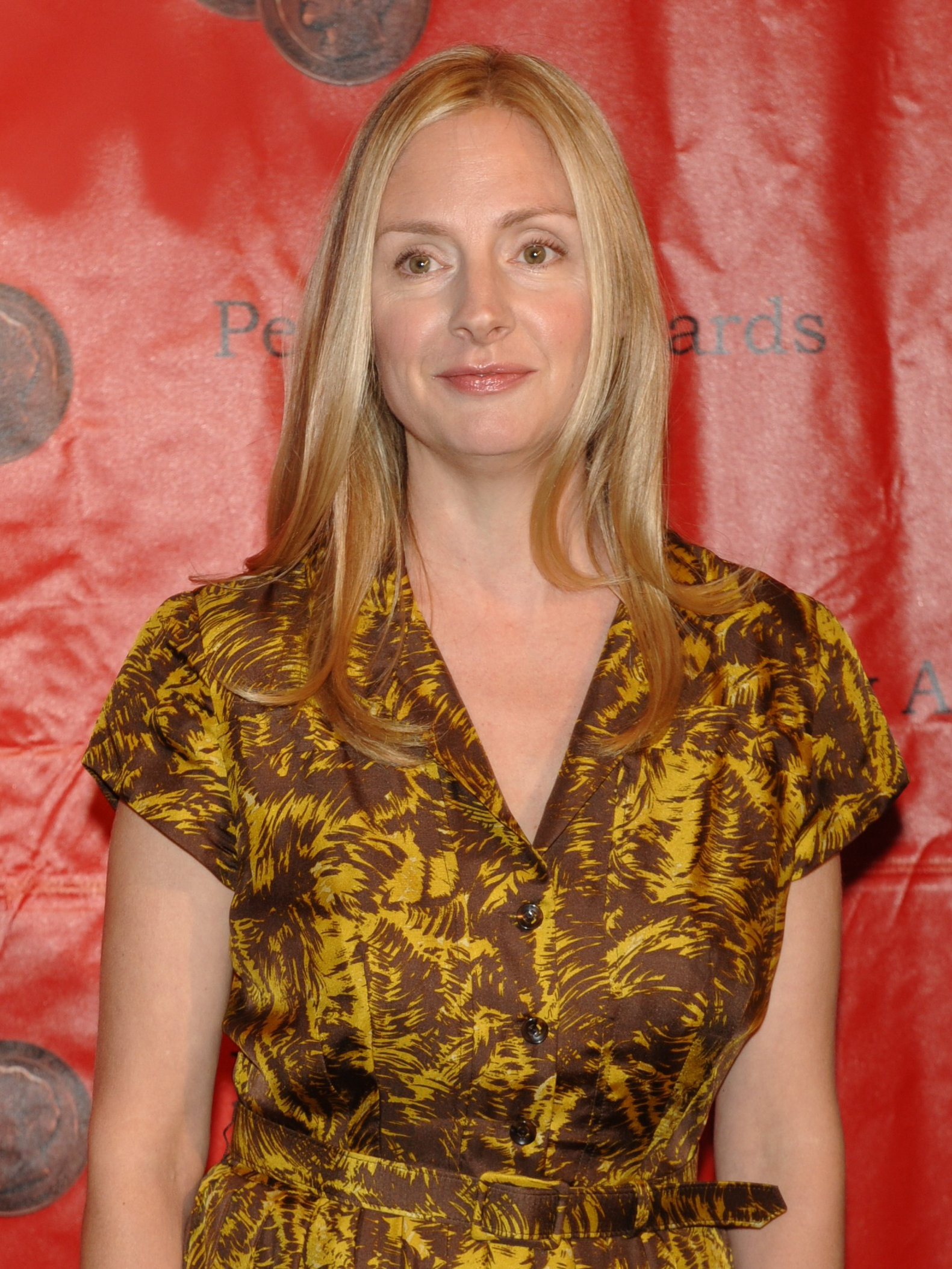
Hope Davis
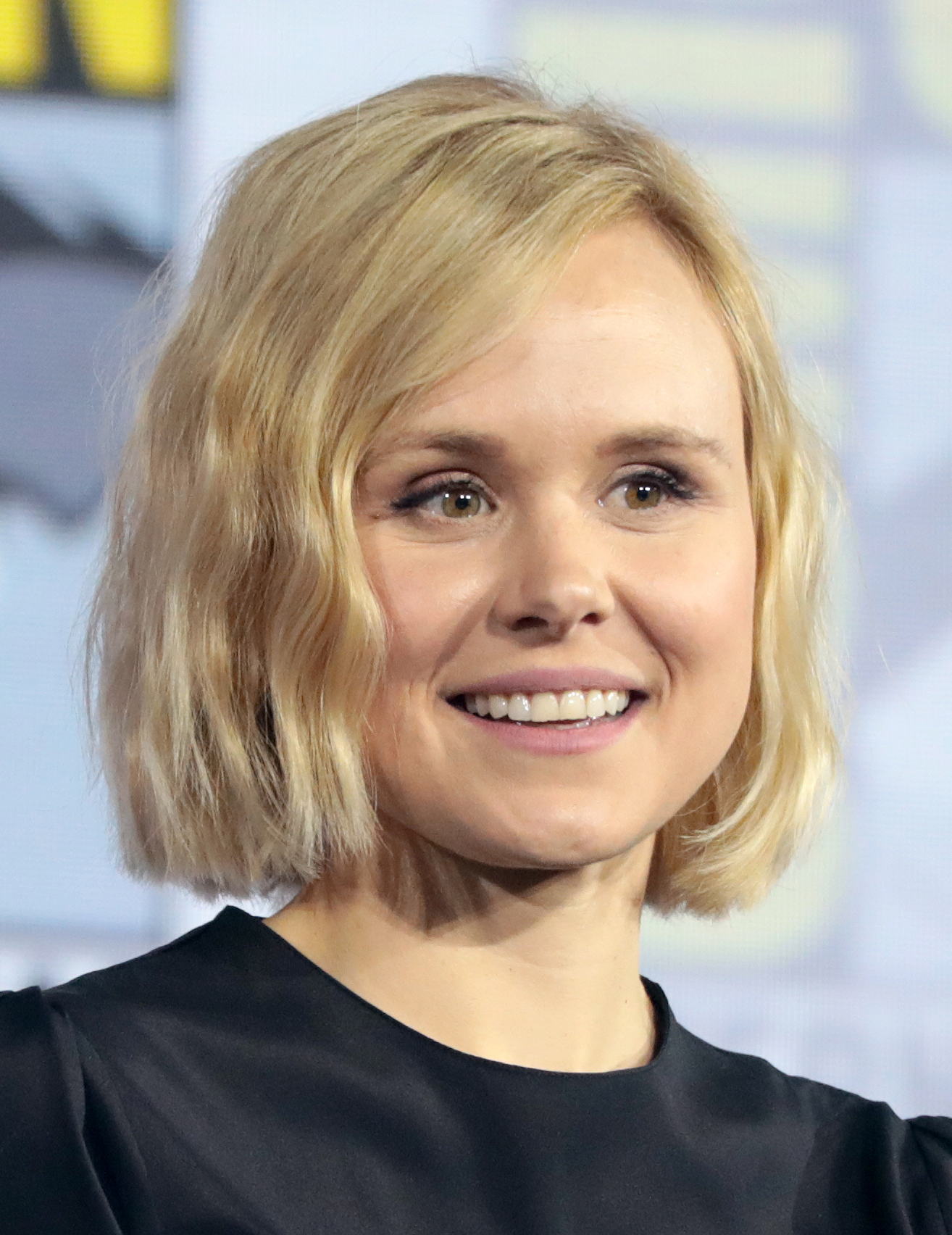
Alison Pill
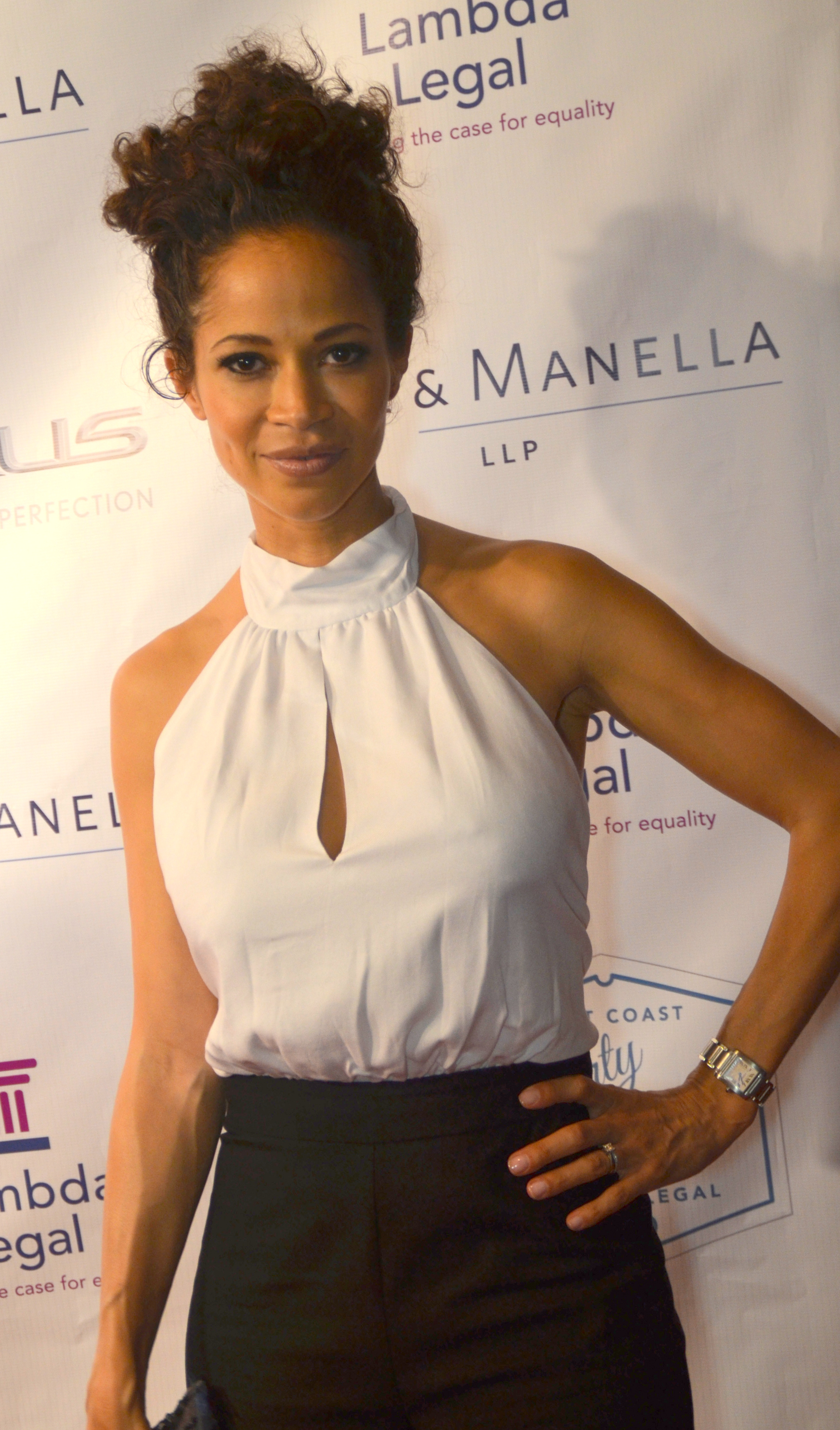
Sherri Saum
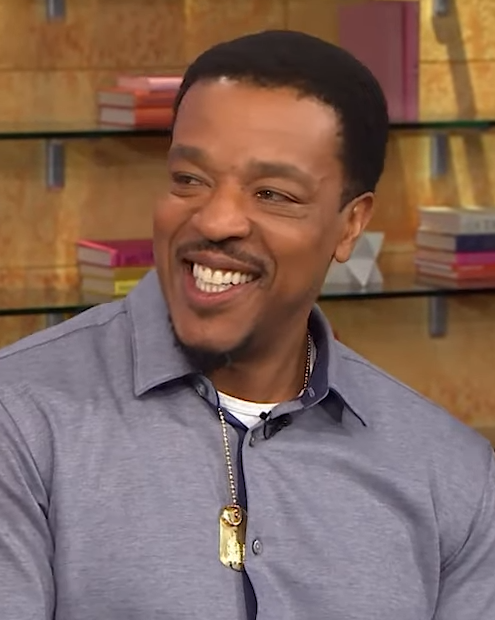
Russell Hornsby
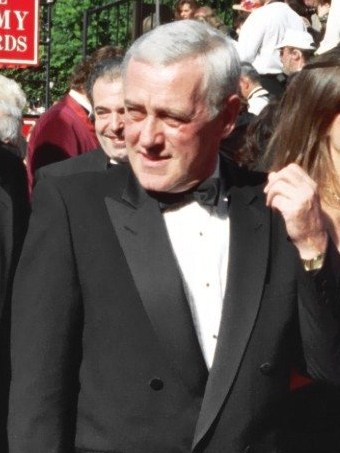
John Mahoney
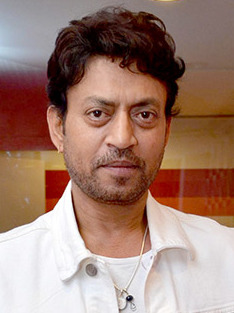
Irrfan Khan
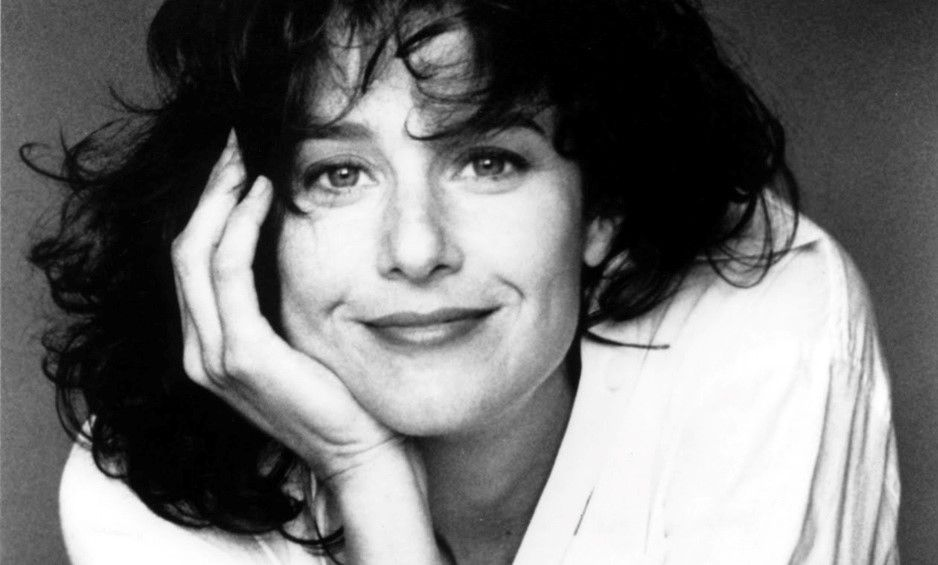
Debra Winger
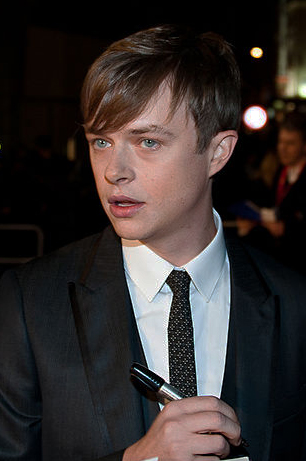
Dane DeHaan
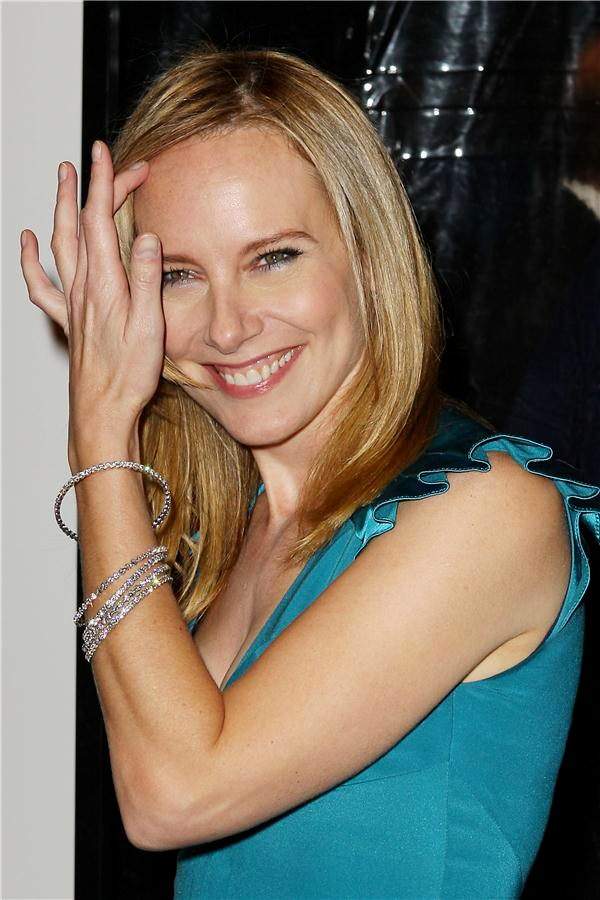
Amy Ryan
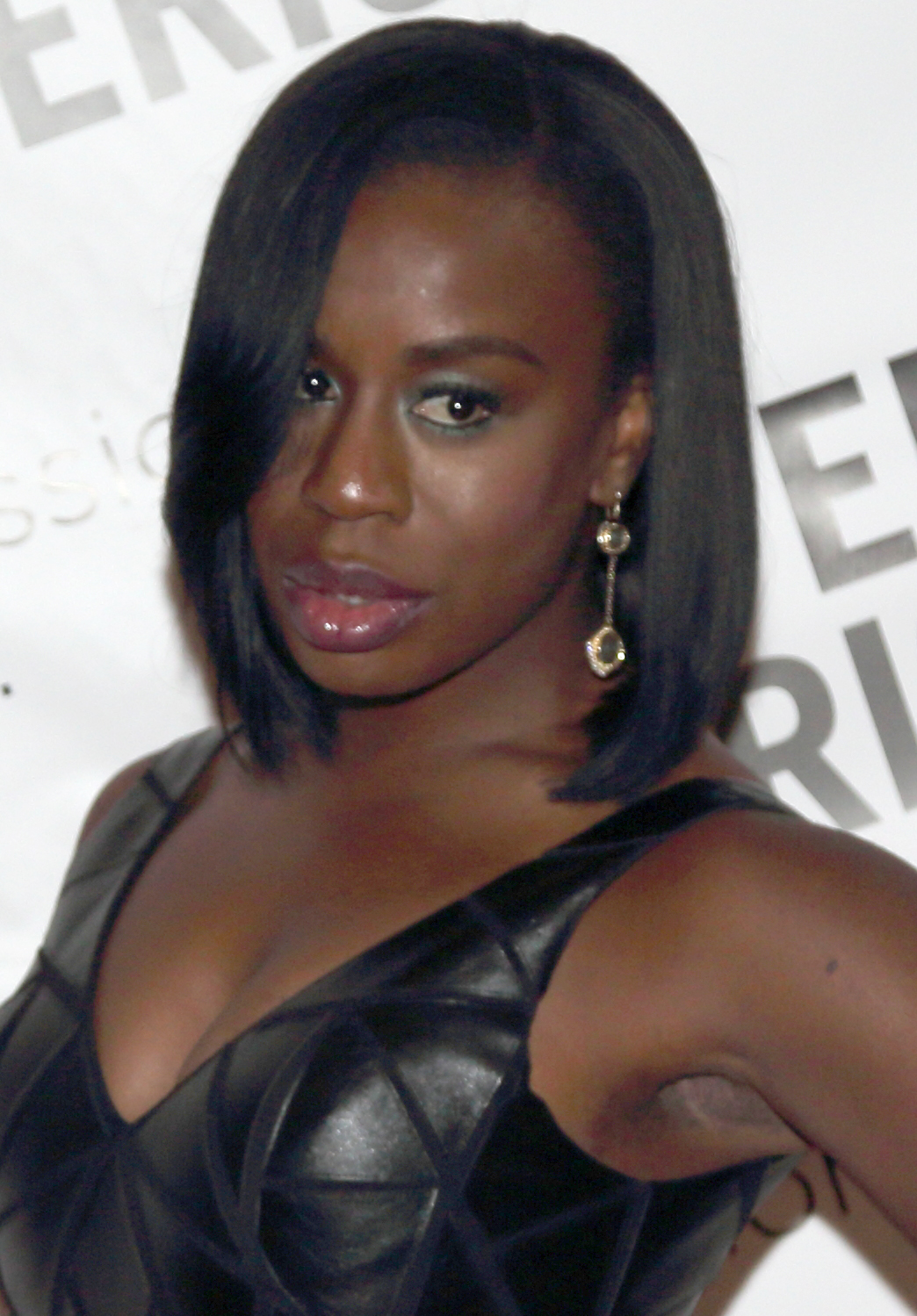
Uzo Aduba
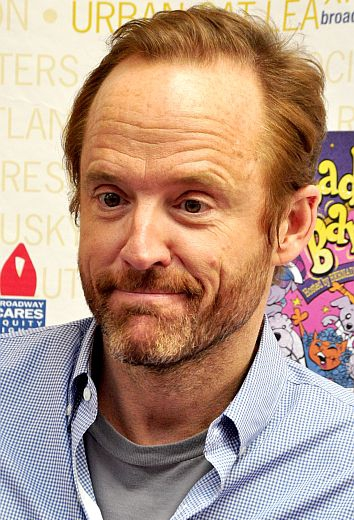
John Benjamin Hickey

### Ricorrenti
- Ian Weston (stagione 1), interpretato da Jake Richardson, doppiato da Fabrizio De Flaviis.
Figlio ventenne di Paul e Kate.
- Rosie Weston (stagioni 1-3), interpretata da Mae Whitman, doppiata da Letizia Ciampa.
Figlia sedicenne di Paul e Kate.
- Max Weston (stagioni 1, 3), interpretato da Max Burkholder (stagione 1) e da Alex Wolff (stagione 3), doppiato da Alex Polidori.
Figlio minore di Paul e Kate.
- Zack (stagione 1), interpretato da Peter Horton.
Padre di Sophie.
- Olivia (stagione 1), interpretata da Julia Campbell, doppiata da Roberta Greganti.
Madre di Sophie.
- Alex Prince, Sr. (stagioni 1-2), interpretato da Glynn Turman, doppiato da Saverio Moriones.
Padre di Alex.
- Tammy Kent (stagione 2), interpretata da Laila Robins, doppiata da Michela Alborghetti.
Prima fidanzata di Paul e paziente di Gina.
- Steve (stagione 3), interpretato da James Lloyd Reynolds, doppiato da Gaetano Varcasia.
Nuovo fidanzato di Kate.
- Wendy (stagione 3), interpretata da Susan Misner.
Fidanzata di Paul.
- Arun (stagione 3), interpretato da Samrat Chakrabarti, doppiato da Gianfranco Miranda.
Figlio di Sunil.
- Julia (stagione 3), interpretata da Sonya Walger, doppiata da Laura Lenghi.
Moglie di Arun.
- Marisa (stagione 3), interpretata da Dendrie Taylor, doppiata da Antonella Baldini.
Madre adottiva di Jesse.
- Roberto (stagione 3), interpretato da Joseph Siravo, doppiato da Saverio Indrio.
Padre adottivo di Jesse.
- Karla (stagione 4), interpretata da Madeline Zima, doppiata da Ughetta D'Onorascenzo. 
Assistente sociale che si occupa del caso di Colin.
- Adam (stagione 4), interpretato da Joel Kinnaman, doppiato da Simone D'Andrea.
Fidanzato di lunga data di Brooke.